# Confederació d'Associacions Empresarials de Balears
CAEB, Confederació d'Associacions Empresarials de Balears és una institució de les Illes Balears fundada el 2 de desembre de 1977 que representa al teixit empresarial de les Illes Balears, integrant a associacions i empreses de tots els sectors d'activitat i de tot l'àmbit geogràfic de la Comunitat Autònoma. En 1979 participa en la constitució de ISBA Societat de Garantia Recíproca, pionera a Espanya. En 2017 CAEB compleix 40 anys constituïda per unes 80 organitzacions empresarials, tant sectorials com a territorials, que representen, en el seu conjunt, a més de 20.000 empreses.

## Història i objectius
El naixement de la CAEB està lligat a la transformació d'Espanya en un règim democràtic. La Llei de Llibertat Sindical d'abril de 1977 va significar la desaparició del sindicalisme vertical i va trencar els dics de l'adscripció obligatòria de les empreses.
Les 13 hores del 2 de desembre de 1977 és el punt de partida de l'actual Confederació d'Associacions Empresarials de Balears. A aquesta hora es presentava en l'Oficina del Dipòsit d'Organitzacions Empresarials els Estatuts d'un projecte d'organització empresarial intersectorial que aglutinava voluntats gremials i esforços individuals. Un total de 13 associacions avalaven amb la seva signatura els 38 articles d'una organització destinada a ser peça fonamental en la vertebració de la vida econòmica balear en ple procés de transició democràtica a Espanya.
En l'actualitat, la CAEB té com a missió la defensa i representació dels interessos de les associacions, i empreses associades a les mateixes, que formen part de la Confederació, buscant sempre una millora gradual de l'entorn en el qual desenvolupen la seva activitat i tenint com a fi última l'avanç sostingut en els nivells d'ocupació i benestar econòmic i social de la nostra comunitat.
La CAEB es troba integrada en la Confederació Espanyola d'Organitzacions Empresarials (CEOE) així com en la Confederació Espanyola de la Petita i Mitja Empresa (CEPYME). A nivell internacional, la CAEB es troba representada a través de la CEOE en l'Organització per a la Cooperació i el Desenvolupament Econòmic (OCDE), a BusinessEurope i en l'Organització Internacional d'Ocupadors (OIE). A través de la CEPYME està present en la Unió de Petites i Mitges Empreses Europees (UIAPME).
Totes les associacions confederades tenen un representant amb veu i vot a la Junta de Govern de la CAEB, òrgan col·legiat que proposa, aprova i controla les polítiques d'actuació de la confederació.

## Òrgans de govern

### Presidents
- Gabriel Barceló Oliver (1977-1981) president fundador
- Francesc Albertí Palau (1981-1993)
- Josep Oliver Marí (1993-2014)
- Carmen Planas Palou (2014- en el càrrec)[2]

### Secretaris Generals
· Sergio Bertrán (2014- en el càrrec) 

### Gerent
· Sergio Bertrán (2014- en el càrrec)

### Assemblea General
És l'òrgan representatiu suprem de la Confederació. Està integrat per representants designats pels associats, i organitzacions, segons barem aprovat per la Junta de Govern.

### Junta de Govern
És l'òrgan ordinari col·legiat d'adreça. La Junta està composta pels membres triats en l'Assemblea General, fixats per la Junta Directiva, per a cada període electoral.

### Comitè Executiu
Òrgan permanent de govern, gestió, administració i direcció de la Confederació i assistència al President. Està compost pel President, els Vicepresidents, el tresorer, el comptador i els vocals.

## Òrgans d'assessorament
Els Estatuts preveuen, com a òrgans de consulta i estudi les Comissions de Treball.

### Comissions de Treball
La Comissions estan formades per membres directius i de departaments de la Confederació així com per tècnics especialitzats en cada matèria i membres d'associacions empresarials afiliades. Compte en l'actualitat amb les següents comissions operatives:
Comissió de Comerç, Alimentació i Agricultura: Ramón Servalls Batle (president en funcions)
Comissió de Construcció i Empreses Auxiliars: Carlos Bibiloni Ginard
Comissió d'Indústria i Transport: Jaime Fornés Vallespir
Comissió Serveis: Juan Amer Cirer
Comissió de Turisme: Aurelio Vázquez Vila

## Departaments
CAEB. Confederació d'Associacions Empresarials de Balears està composta per diferents departaments, encarregats d'assessorar, informar i donar suport als empresaris de les Illes Balears, que formen part de la Confederació.
- Gabinet de Presidència i Noves Tecnologies
- Departament de Comunicació i Premsa
- Departament d'Economia i Empresa
- Departament de Comptabilitat i Administració
- Departament de Formació
- Gabinet Tècnic de Prevenció de Riscos Laborals

## Representació
La CAEB té representació en diferents comissions i organismes dependents de l'Administració Central, l'Administració Autonòmica i les administracions insulars i locals. Entre ells cal destacar.
Mesa de Diàleg Social de la Conselleria de Treball i Formació del Govern de les Illes Balears
Mesa de Turisme de les Illes Balears
Patronat Fundació Universitat Empresa
Consell d'Administració d'Autoritat Portuària
Patronat de la Fundació del Tribunal d'Arbitratge i Mediació de les Illes Balears (TAMIB)
Consell d'Administració de ISBA, S.G.R.
Consell Econòmic i Social de les Illes Balears (CES)